# Mi hermana gemela
Mi hermana gemela é uma telenovela venezuelana exibida em 1975 pela Venevisión.

## Elenco
- Lupita Ferrer- Marta /Mara
- José Bardina- Hernán
- Ivonne Attas
- Olga Castillo
- Renee de Pallas
- Chela D'Gar
- Martha Lancaste
- Martín Lantigua
- Alejandra Pinedo
- Betty Ruth
- Leon Jose Silva
- Mary Soliani